# 列特维赞号战列舰
列特维赞号战列舰（英語：Battleship Retvizan）是一艘沙俄海军的前無畏艦，在日俄战争中的黄海海战参加突围，被堵回旅顺后遭日军榴弹炮击中座沉，俘获后改名为肥前号（Hizen）服役，后于1924年按华盛顿海军条约除籍并作为靶船击沉。
此艦由美國费城克蘭普造船廠興建，而武器則由圣彼得堡的奥布霍夫兵工厂制造。日本在中日甲午战争后海军实力大增，给俄国海军造成巨大压力。然而，此时俄国内各船厂并无多余船台供海军兴建新的战列舰，于是俄海军方面转而向美国船厂订购新舰。
它的船名取自1790年在維堡灣海战中被俄国海军俘获的瑞典海军列特维赞号风帆战列舰。

## 肥前号历任舰长
- 釜屋忠道 大佐：1908年7月31日 - 12月10日
- 築山清智 大佐：1908年12月10日 - 1909年2月14日
- 久保田彦七 大佐：1909年2月14日 - 5月22日
- 石田一郎 大佐：1909年5月22日 - 1910年4月9日
- 久保田彦七 大佐：1910年4月9日 - 12月1日
- 依田光二 大佐：1910年12月1日 - 1911年12月1日
- （兼）田所広海 大佐：1911年12月1日 - 1912年4月1日
- 川浪安勝 大佐：1913年3月7日 -
- 中島資朋 大佐：1915年5月20日 - 1916年12月1日
- 勝木源次郎 大佐：1916年12月1日 - 1917年12月1日
- 匝瑳胤次 大佐：1918年11月10日 - 1920年11月20日
- 小泉親治 大佐：1920年11月20日 - 1922年12月1日

1. ↑  All dates used in this article are New Style

## 脚注
1. ↑  McLaughlin, pp. 48–50

## 阅读
- Bethlehem Steel Company, 1904 Ordnance Material Catalog, (Bethlehem, Pa.: The Company, 1904)
- С. А. Балакин, Эскадренный броненосец «Ретвизан» (Коллекция, Яуза, Эксмо, 2005 г.) ISBN 5-699-12917-0
- Э. Н. Щенснович, Плавание эскадренного броненосца Ретвизан. 1902—1904 (Альманах `Цитадель`, Галея Принт, 1999 г.) ISBN 5-8172-0012-0